# 沙尔 (大西洋比利牛斯省)
沙尔（法語：Charre，法語發音：[ʃaʁ]）是法国大西洋比利牛斯省的一个市镇，位于该省中部，属于奥洛龙-圣玛丽区。

## 地理
沙尔（43°19'1"N, 0°52'3"W）面积11.41 平方千米，位于法国新阿基坦大区大西洋比利牛斯省，该省份为法国东南部省份，涵盖了贝阿恩与北巴斯克，西临大西洋比斯開灣，北至朗德省，东北接热尔省，东临上比利牛斯省，南与西班牙接壤。
与沙尔接壤的市镇（或旧市镇、城区）包括：阿罗瑞宗、阿罗、阿拉斯特-拉尔比约、卡斯泰特诺-康布隆、下沙里特、埃斯佩斯-安迪兰、利绍斯、纳巴、里沃欧特、维耶勒纳沃-德纳瓦朗克斯。

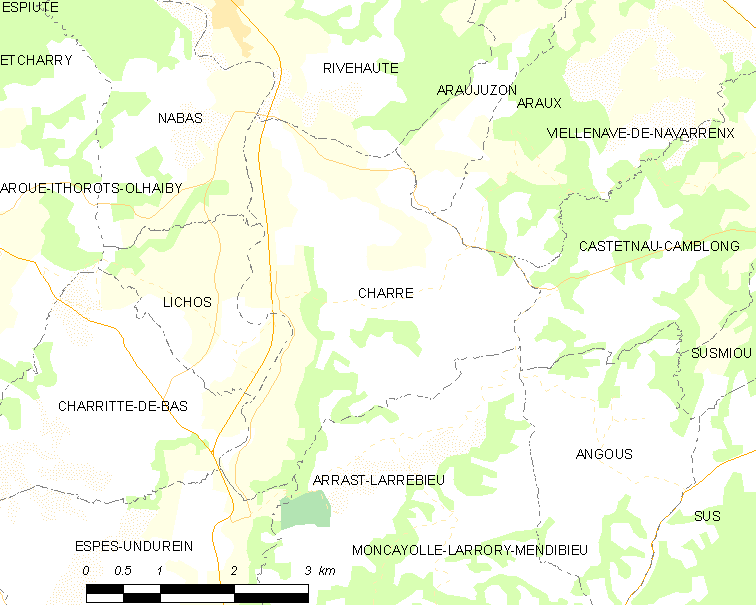
的OSM定位图

沙尔的时区为UTC+01:00、UTC+02:00（夏令时）。

## 行政
沙尔的邮政编码为64190，INSEE市镇编码为64186。

## 政治
沙尔所属的省级选区为贝阿恩中心县。

## 人口

1962-2008年间人口变化图示

沙尔于2022年1月1日时的人口数量为220人。